# Андон Димитров (футболист)
Андон Митков Димитров е български футболист, защитник на Светкавица (Търговище).

## Биография
Андон Димитров е роден на 31 октомври 1979 година в град Добрич, България.